# غبالة
غبالة هي إحدى بلديات دائرة السطارة ولاية جيجل الجزائرية، مساحة أراضيها 126.7 كم2، أنشات بموجب التقسيم الإداري لسنة 1984.

## الموقع الجغرافي
تقع في الجنوب الشرقي على حدود ولايتي سكيكدة و ميلة، يحدها من الغرب بلدية سيدي معروف، ومن الشمال بلدية السطارة، ومن الشرق بلديتي أم الطوب و بني ولبان بولاية سكيكدة أما من الجنوب فتحدها بلديتي حمالة و القرارم بولاية ميلة.تتكون من ثلاثة مناطق رئيسية هي:
- بني تليلان
- بني صبيح
- أولاد مبارك: والتي تضم خمسة وعشرون قرية ومشتة، يعتمد سكانها على تربية الحيوانات وزيت الزيتون والزراعة التقليدية.

1. ↑  "نتائج إحصاء 2008 الخاصة بولاية جيجل" (PDF). مؤرشف من الأصل (PDF) في 2018-07-23.